# Eberhard Gienger
Eberhard Gienger (Künzelsau, 21 luglio 1951) è un ex ginnasta e politico tedesco, vincitore di una medaglia di bronzo ai Giochi olimpici di Montréal 1976.

## Biografia
Dopo essersi diplomato all'abitur a Francoforte sul Meno, Gienger ha ultimato gli studi in materie sportive all'Università Johannes Gutenberg di Magonza nel 1975. 
Durante la sua carriera atletica dal 1971 al 1981 ha vinto 35 titoli nazionali e numerosi titoli internazionali tra cui il bronzo olimpico nel 1976. È stato premiato nel 1974 e nel 1978 come atleta dell'anno della Repubblica Federale di Germania, fino ad essere inserito nel 2007 nell'International Gymnastics Hall of Fame, e nel 2016 nella Hall of Fame des deutschen Sports.
Inoltre, è ideatore del movimento eponimo "Gienger" alla sbarra.
Nel 1981 si ritira dallo sport. Lavorerà per l'Arena, per poi trasferirsi a Stoccarda e avviare la propria attività. Ha tre figli di cui due figuravano nella nazionale tedesca che partecipò nel 2001 al Campionato europeo di baseball.
Dal 1986 al 2006 è stato membro del comitato olimpico nazionale e successivamente vice-presidente del Comitato Olimpico Tedesco. Dal 2001 si affilia al CDU, diventando portavoce delle politiche sportive. Dal 2002 è membro del Bundestag nel distretto territoriale Neckar-Zaber, nello stato di Baden-Württemberg.

## Palmarès
| Anno | Manifestazione  | Sede              | Evento       | Risultato | Prestazione | Note |
| ---- | --------------- | ----------------- | ------------ | --------- | ----------- | ---- |
| 1972 | Giochi olimpici | Monaco di Baviera | Squadre      | 5º        | -           |      |
| 1972 | Giochi olimpici | Monaco di Baviera | Individuale  | 14º       | -           |      |
| 1972 | Giochi olimpici | Monaco di Baviera | Corpo libero | 33º       | -           |      |
| 1972 | Giochi olimpici | Monaco di Baviera | Cavallo      | 69º       | -           |      |
| 1972 | Giochi olimpici | Monaco di Baviera | Anelli       | 26º       | -           |      |
| 1972 | Giochi olimpici | Monaco di Baviera | Volteggio    | 30º       | -           |      |
| 1972 | Giochi olimpici | Monaco di Baviera | Sbarra       | 8º        | -           |      |
| 1972 | Giochi olimpici | Monaco di Baviera | Parallele    | 6º        | -           |      |
| 1973 | Europei         | Grenoble          | Sbarra       | Oro       | -           |      |
| 1974 | Mondiali        | Varna             | Sbarra       | Oro       | -           |      |
| 1974 | Mondiali        | Varna             | Squadre      | 5º        | -           |      |
| 1974 | Mondiali        | Varna             | Individuale  | 14º       | -           |      |
| 1975 | Europei         | Berna             | Sbarra       | Oro       | -           |      |
| 1975 | Europei         | Berna             | Cavallo      | Bronzo    | -           |      |
| 1975 | Europei         | Berna             | Individuale  | Argento   | -           |      |
| 1976 | Giochi olimpici | Montréal          | Sbarra       | Bronzo    | -           |      |
| 1976 | Giochi olimpici | Montréal          | Individuale  | 16º       | -           |      |
| 1976 | Giochi olimpici | Montréal          | Squadre      | 5º        | -           |      |
| 1976 | Giochi olimpici | Montréal          | Cavallo      | 9º        | -           |      |
| 1976 | Giochi olimpici | Montréal          | Anelli       | 16º       | -           |      |
| 1976 | Giochi olimpici | Montréal          | Volteggio    | 19º       | -           |      |
| 1976 | Giochi olimpici | Montréal          | Corpo libero | 16º       | -           |      |
| 1976 | Giochi olimpici | Montréal          | Parallele    | 38º       | -           |      |
| 1977 | Europei         | Vilnius           | Parallele    | Argento   | -           |      |
| 1978 | Mondiali        | Strasburgo        | Sbarra       | Argento   | -           |      |
| 1978 | Mondiali        | Strasburgo        | Cavallo      | Argento   | -           |      |
| 1978 | Mondiali        | Strasburgo        | Individuale  | 4º        | -           |      |
| 1979 | Europei         | Essen             | Parallele    | Bronzo    | -           |      |
| 1979 | Mondiali        | Fort Worth        | Individuale  | 21º       | -           |      |
| 1979 | Mondiali        | Fort Worth        | Squadre      | 7º        | -           |      |
| 1981 | Europei         | Roma              | Sbarra       | Oro       | -           |      |
| 1981 | Mondiali        | Mosca             | Sbarra       | Argento   | -           |      |
| 1981 | Mondiali        | Mosca             | Individuale  | 21º       | -           |      |
| 1981 | Mondiali        | Mosca             | Squadre      | 6º        | -           |      |

## Coppe nazionali
- 35 volte campione nazionale di ginnastica così suddiviso:
  - Concorso individuale: 7 volte (1972-76; 1978-79)
  - Sbarra: 9 volte (1971-73; 1975-80)
  - Cavallo con maniglie: 3 volte (1973-74; 1981)
  - Corpo libero: 1 volta (1975)
  - Anelli: 4 volte (1974-75; 1977; 1979)
  - Parallele simmetriche: 9 volte (1971-75; 1977-78; 1980-81)
  - Volteggio: 2 volte (1972-73)